# San Leone (Catania)
San Leone (San Liuni in dialetto catanese) è un quartiere della città di Catania, facente parte dal 2013 della V Circoscrizione, risultata dall'accorpamento delle ex VII e VIII Municipalità, e comprendente anche i quartieri di Curìa, Nesima, Monte Po e una parte di San Nullo. 
È una zona molto trafficata per le numerose infrastrutture che ospita e per i numerosi collegamenti con le altre parti della città. È in questo quartiere che si trova il PalaCatania, la più importante sede dello sport di Catania, costruito per la XIX Universiade del 1997 svoltasi in Sicilia. Il quartiere nel suo complesso è tra quelli maggiormente degradati con forte presenza di malavita giovanile, che raggiunge l'apice nella zona che confina con il quartiere del Fortino e di San Cristoforo. Il quartiere è caratterizzato da enormi palazzi di stile popolare.

## Origini del nome
Il quartiere è dedicato al vescovo Leone di Catania, quindicesimo della città, vissuto nell'VIII secolo d. C. al tempo della dominazione bizantina della Sicilia. Al vescovo è dedicata l'omonima parrocchia destinata, come del resto l'intero quartiere, a ospitare gli sfollati del quartiere San Berillo, sventrato negli anni cinquanta.

## Geografia
San Leone confina a nord-ovest con il quartiere di Nesima, a nord e a nord-est con il quartiere Curìa, a sud-est con una zona senza nome storico al sud della quale c'è lo Zammataro e a sud-ovest con una zona non abitata chiamata Telegrafo Vecchio oltre la quale c'è il quartiere San Giorgio; il quartiere comprende la zona bassa tra il corso Indipendenza e via Palermo.

### Corso Indipendenza
Corso Indipendenza è l'arteria principale del quartiere: in questa strada sorge infatti il PalaCatania; il Corso si estende da piazza Risorgimento (nelle adiacenze del Fortino), separando proprio San Leone a sud da Curìa a nord, fino a piazza Eroi d'Ungheria (nel quartiere Nesima).

### Via Palermo
Via Palermo è un'altra importante via del quartiere, è lunga circa 6 km e si estende da piazza Palestro, dove è sita la Porta Ferdinandea (nel quartiere Fortino) fino a piazza Guglielmo Marconi (nel quartiere Nesima). La via è collegata tramite una serie di infrastrutture ai quartieri di San Giorgio e Librino; inoltre tramite il Viale della Regione (fra Zammataro e Monte Pidocchio) il quartiere è collegato anche al cimitero comunale nel quartiere Acquicella.

## Linee AMT
- 522 Piazza Borsellino - Monte Po - Lineri
- 628N Circolare Esterna Destra
- 628R Circolate Esterna Sinistra
- 932 Piazza della Repubblica - Monte Po

## Luoghi di culto
- Chiesa di San Leone vescovo, via San Leone, 2